# NFLスカウティングコンバイン
NFLスカウティングコンバイン（NFL Scouting Combine）とは、アメリカ合衆国インディアナ州インディアナポリスのルーカス・オイル・スタジアムで開催されるNFLのドラフト候補生に対する運動能力及びメンタルテストの名称である。毎年2月下旬に開催され、参加できるのは主催者から招待された者だけである。

## 目的
- NFLの各チームのコーチやGM、スカウト陣が一堂に会し、同じ条件下でドラフト候補生の能力を測定できる。[1]
- ドラフト候補生を一か所に集めて能力を測定することで各チームのスカウト陣がアメリカ全土を回る必要がなくなり、時間と費用の節約が図られる。[1]
- ドラフト候補生の能力を数値化することで契約金の高騰を防ぐ。[1]

## 歴史
現在のスカウティングコンバインが開催される以前は、各チームがドラフト候補生を個々に招待して能力判定テストを行っていたが、ダラス・カウボーイズのオーナー兼GMであるテックス・シュラムがNFL競技委員会にドラフト候補生を一か所に招待して能力を判定できるシステムの構築を要請した。
1982年にナショナル・インビテーションキャンプ（NIC）がフロリダ州のタンパで開催されたが、一部のチームは引き続き1984年までスカウティングキャンプを行っていた。
しかし1985年には開催経費を削減する目的でキャンプの開催地が統合され（この時に名称もNICからNFLスカウティングコンバインに変更）、アリゾナやニューオーリンズでの開催を経て、1987年にはインディアナポリスで開催され、現在に至っている。

## テストの項目
テストの項目は以下のとおりである。
- 40ヤード走（10ヤード及び20ヤード通過時のタイムも参考値として計測される）。
- ベンチプレス（225パウンド＝102キロのバーベルを反復して持ち上げる）。
- 垂直飛び。
- 立ち幅跳び。
- 20ヤードシャトルラン。
- 60ヤードシャトルラン。
- 3コーンドリル。
- 各ポジションごとの個別テスト。
- 面接（1チーム最大60人に面接可能）。
- 身体測定。
- 薬物検査。
- 怪我の有無。
- サイベックステスト（関節の柔軟性を測定する。サイベックスはその際に用いられる機器のメーカー名である）
- ワンダリックテスト（知能テストの一種）

## 40ヤード走の記録[5]
以下は電気計測を導入した1999年以降の記録
- 歴代最速記録はゼイビア・ウォージー(2024)の4.21秒
- ReelAnalyticsによる歴代最高速度はKalon Barnes(2022)の25.1mph(40.39km/h)
- 2023年以降の最高速度はケイリー・リンゴ(2023)の24.55mph(39.51km/h)
- 10ヤード地点のスプリットタイムの歴代最速記録はクリス・ジョンソン(2008)の1.40秒

## ベンチプレスの記録
225ポンド（102㎏）を何回挙げれるかを測定。力自慢が集うスカウティングコンバインでもベンチプレスで40回以上の記録を残せる者は稀であり、以下の18名しか存在しない。
- 51回: Justin Ernest (1999) NFLコンバインでの最高記録。[6]
- 49回: Stephen Paea (2011)[7]
- 45回: Mike Kudla (2006), Mitch Petrus (2010), Leif Larsen (2000)[8]
- 44回: Brodrick Bunkley (2006), Jeff Owens (2010), Dontari Poe (2012)
- 43回: Scott Young (2005), Michael Butler (2009)
- 42回: Isaac Sopoaga (2004), Tank Tyler (2007), Russell Boden (2014)
- 41回: イゴール・オルシャンスキー (2004), Terna Nande (2006), David Molk (2012)

## 垂直飛びの記録[9]
コンバイン外においてはNFL選手のjosh imatorbhebheが47.1in(120㎝)を記録、prodayでは46.5in(118㎝)を記録している。
- 46.0inch(117㎝)   Gerald Sensabaugh(2005)
- 45.5inch(116㎝)   Cameron Wake(2005)
- 45.0inch(114㎝)   Chris Mckenzie(2005), Donald Washigton(2009), Chris Conley(2015)
- 44.5inch(113㎝)   Byron Jones (2015), Donovan Peoples-Jones(2020)
- 44.0inch(112㎝)   A. J. Jefferson(2010), Obi Melifonwu(2017), Juan Thornhill(2019), Jartavius Martin(2023)

## 立ち幅跳びの記録[12]
芝で2回のみの測定である為に砂場で計測する測定法より記録が出づらい。
- NFL歴代最高記録であるByron Jonesの12フィート3インチ(3ｍ73㎝)は世界記録[13]。
- NFL歴代2位のTyler Owensは12フィート2インチ(3m71㎝)と1位まで僅か2㎝の記録。

## 3コーンドリルの記録[14]
- 歴代最速記録はJordan Thomas(2018)の6.28秒。

## 20ヤードシャトルラン[15]
- 歴代最速記録はDunta Robinson(2004)の3.75秒。

## ワンダリックテストの記録
- Pat McInally(1975)が史上唯一ワンダリックテスト50点満点（IQ160以上）を計測している[16]。

## スカウト組織
一部を除き、NFLの各チームが連合してスカウト組織を構築している。
| スカウト組織名       | 構成するチーム | 備考 |
| -------------------- | --- | --- |
| National（15チーム） | アリゾナ・カーディナルス、カロライナ・パンサーズ、シンシナティ・ベンガルズ、デンバー・ブロンコス、グリーンベイ・パッカーズ、カンザスシティ・チーフス、ニューオーリンズ・セインツ、ニューヨーク・ジェッツ、フィラデルフィア・イーグルス、セントルイス・ラムズ、ロサンゼルス・チャージャーズ、サンフランシスコ・フォーティーナイナーズ、シアトル・シーホークス、タンパベイ・バッカニアーズ、テネシー・タイタンズ | 1964年に設立されたCEPO(Central Eastern Personnel Organization)及びTroikaの合併組織であるUnited Scoutingが前身。1983年に設立されたアメリカンフットボールの新リーグであるUnited States Football Leagueとの混同を避けるためNational Football Scoutingに名称が変更され、Nationalと略称されている。 |
| BLESTO（12チーム）   | アトランタ・ファルコンズ、バッファロー・ビルズ、シカゴ・ベアーズ、クリーブランド・ブラウンズ、ダラス・カウボーイズ、デトロイト・ライオンズ、ヒューストン・テキサンズ、ジャクソンビル・ジャガーズ、マイアミ・ドルフィンズ、ミネソタ・バイキングス、ニューヨーク・ジャイアンツ、ピッツバーグ・スティーラーズ | 1963年に設立されたLESTO (Lions, Eagles and Steelers Talent Organization)が前身。当初は参加メンバーの頭文字を組み合わせており、かつてのメンバーであるベアーズ（Bears）とイーグルス（Eagles）の離脱後も名称は変更されなかった。本部はスティーラーズの本拠地であるピッツバーグに置かれていた。2008年にフロリダのジャクソンビルへ本部は移転したが、サポートオフィスは現在でもピッツバーグで運営されている。 |
| 無所属（5チーム）    | ボルチモア・レイブンズ、インディアナポリス・コルツ、ニューイングランド・ペイトリオッツ、ラスベガス・レイダース、ワシントン・コマンダース | - |

## コンバインの参加者
主催者が招待する参加者数は毎年335名前後であり、そのうちの250名はボウルゲームが開催される以前に決定されるが、他の者はボウルゲーム開催後の1月中旬頃に決定される。

## コンバインに対する批判
一部の者はコンバインのテスト項目がNFLでのパフォーマンスに反映されているか疑問を呈している。Brian D. Lyons, Brian J. Hoffman, John W. Michel, and Kevin J. Williamsの2011年の研究によると40ヤード走、垂直飛び、20ヤードシャトルラン、3コーンドリルの数値はNFLでのパフォーマンスに直結しないと指摘しており、コンバインの結果よりカレッジでのパフォーマンスを重要視すべきと述べている。
スポーツライターのスティーブ・シルバーマンは記事の中で、40ヤード走4.83秒という鈍足であり、2003年のドラフト10番目指名であるテレル・サッグス（レイブンズのスタープレイヤーであり、プロボウルに6回選出）の例を挙げて、40ヤード走のタイムがコンバインでは過大評価されていることに疑問を呈している。また、選手の能力を評価する一番の方法はカレッジでのプレイを見ることだと主張している。
タイムズ・ピカユーンの記者であるダグ・テータムも、アメリカンフットボールという競技の性質上40ヤードの距離を走る選手はごく限られたポジションにしか存在しないため、選手やスカウト陣が40ヤード走のタイムを過剰なまでに重視する姿勢に疑問を呈している。
一部の者はポジションにより40ヤード走のタイムは重要視されると考えている。ブラウンズ等のスカウトを歴任したNFLネットワークのアナリストであるダニエル・ジェレマイアはコーナーバックは40ヤード走の数値が最も重要視されると述べている。

## テレビ放送
コンバインが初めてテレビで放送されたのは2004年である。コンバインの模様は長らく非公開であったが、2003年11月4日に開局したNFLネットワークが2004年2月に1時間の番組を6回のシリーズで放送した。 NFLネットワークがコンバインの模様を独占して放送しており、ライバル局であるESPNは放送していない。
2010年には初めて放送時間が30時間を超え、524万人が番組を視聴した。

## 各地域で開催されるコンバイン
2011年からスカウティングコンバインに招待されなかった者や自由契約選手を集めて全米8箇所（ロサンゼルス、ヒューストン、ボルチモア、タンパ、イーストラザフォード、シカゴ、アトランタ、クリーブランド）で2月～3月にかけて開催された。優秀な成績を収めた者は3月下旬にデトロイトのフォード・フィールドで開催された特別コンバインに招待された。2016年は全米5箇所（ヒューストン、アリゾナ、ボルチモア、ミネソタ、ニューオーリンズ）で開催された。

## ベテランコンバイン
2015年3月22日にアリゾナで初めてのベテランコンバインが開催された。このコンバインはNFLのオーナー会議と並行して開催され、チームを解雇されたフリーエージェントを対象として開催された。2000人を超える参加者がいたが、 2015年シーズンの開幕ロースターに登録されたのは2名に留まり、2016年は開催されなかった。